# Howland Chamberlain
Howland Chamberlain (* 2. August 1911 in der Bronx, New York; † 1. September 1984 in Oakland, Kalifornien) war ein US-amerikanischer Schauspieler.

## Leben
Howland Chamberlain zog in den 1930er-Jahren von seiner Heimat New York nach Kalifornien. Während seiner Arbeit als Schauspieler in dem staatlichen Federal Theatre Project traf er seine zukünftige Frau Leona. Der junge Chamberlain wurde wenig später Mitglied der ambitionierten Theatergruppe im Pasadena Playhouse. Sein Filmdebüt absolvierte er im Jahr 1946 an der Seite von Myrna Loy und Fredric March in William Wylers Filmdrama Die besten Jahre unseres Lebens, der mit insgesamt sieben Oscars ausgezeichnet wurde. In den folgenden Jahren spielte er als Nebendarsteller häufig nervöse Figuren in Film noirs, er war aber auch in Komödien zu sehen. 1952 verkörperte Chamberlain im Westernklassiker Zwölf Uhr mittags einen Hotel-Rezeptionisten, der gegenüber Grace Kellys Figur hintergründig-böse Andeutungen über ihren Film-Ehemann Will Kane (gespielt von Gary Cooper) macht.
Für 27 Jahre blieb Zwölf Uhr mittags Chamberlains letzter Kinofilm, da er vor dem Komitee für unamerikanische Umtriebe als mutmaßlicher Kommunist angeklagt wurde. In der Folge blieben Filmrollen für Chamberlain in Hollywood aus. Daher zog der Schauspieler mit seiner Familie zurück nach New York, wo er für viele Jahre als Theaterschauspieler unter anderem am Broadway arbeitete. Mit der Zeit übernahm er wieder gelegentlich Rollen im US-Fernsehen. Nach 27 Jahren ohne Filmauftritt spielte er 1979 im oscarprämierten Scheidungsdrama Kramer gegen Kramer (1979) unter der Regie von Robert Benton die Rolle des Scheidungsrichters. Der Film mit Meryl Streep und Dustin Hoffman in den Hauptrollen erhielt fünf Oscars. Chamberlain arbeitete bis zu seinem Tod als Schauspieler. Er starb einen Monat nach seinem 73. Geburtstag in Kalifornien an Herzproblemen.

## Filmografie
- 1946: Die besten Jahre unseres Lebens (The Best Years of Our Lives)
- 1947: Das Netz (The Web)
- 1947: Zelle R 17 (Brute Force)
- 1947: Driftwood
- 1948: Feudin', Fussin' and A-Fightin'
- 1948: Angel in Exile
- 1948: Die tollkühne Rettung der Gangsterbraut Honey Swanson (A Song Is Born)
- 1948: Die Macht des Bösen (Force of Evil)
- 1949: Gefahr in Frisco (Thieves’ Highway)
- 1949: Zwei Männer und drei Babies (And Baby Makes Three)
- 1950: Francis, ein Esel – Herr General (Francis)
- 1950: Das Todeshaus am Fluß (House by the River)
- 1950: Auf des Schicksals Schneide (Edge of Doom)
- 1950: Surrender
- 1950: Mister 880
- 1950: Dick Tracy (Fernsehserie, Folge 2x02)
- 1951: No Questions Asked
- 1951: Aufgelesen (Pickup)
- 1951: Racket Squad (Fernsehserie, Folge 1x10)
- 1951: Gangster (The Racket)
- 1951: Kleine Spiele aus Übersee (Fireside Theater, Fernsehserie, 2 Folgen)
- 1951: Die Nacht der Wahrheit (The Big Night)
- 1952: Zwölf Uhr mittags (High Noon)
- 1952: Superman – Retter in der Not (Adventures of Superman, Fernsehserie, Folge 1x15)
- 1966: Hawk (Fernsehserie, Folge 1x15)
- 1974: A Touch of the Poet (Fernsehfilm)
- 1976: Ryan’s Hope (Fernsehserie, 6 Folgen)
- 1976: Kojak – Einsatz in Manhattan (Kojak, Fernsehserie, Folge 4x01)
- 1979: Freedom Road (Fernsehfilm)
- 1979: Kramer gegen Kramer (Kramer vs. Kramer)
- 1982: Die Ballade vom Banditen Barbarosa (Barbarosa)
- 1984: Electric Dreams